# Over the Top (인피니트의 음반)
Over The Top(오버 더 톱)은 대한민국의 음악 그룹 인피니트의 첫 번째 정규 음반이다. 2011년 7월 21일에 발매되었고, 하루만에 초동 2만장을 모두 판매하였다.

## 발매까지
2011년 5월, 《SBS 인기가요》를 끝으로 전작 Can You Smile의 활동을 마치고 2011년 7월 16일, 유튜브에 타이틀곡 "내꺼하자"의 티저 영상을 공개하며 첫 번째 정규 음반 Over The Top의 발매를 알렸다. 티저가 공개되기 불과 몇 시간 전 중국의 시나닷컴을 통해 영상이 불법으로 유출 된 사고와, CD 인쇄 오류로 초동 3만장을 폐기하게 된 사고를 딛고 무사히 발매 예정일에 맞춰 첫 번째 앨범이 공개되었다. 또한 티저가 공개되자마자 강렬한 남성미와 중독성 강한 음악으로 화제를 모으며 주요 포털 사이트 검색어 순위 1위에 올랐다.

## 활동과 음반 차트

### Over The Top
2011년 7월 23일, 《쇼! 음악중심》을 통해 컴백하였다. 또한 이튿날 《SBS 인기가요》의 컴백 무대에서는 "내꺼하자"는 물론 수록곡 "3분의 1"까지 선보였다.
Over The Top의 초동 2만장 완판에 힘입어 검색어 순위 1위는 물론, 2NE1과 미스에이를 제치고 한터 실시간 판매차트 1위, 주간차트 1위를 차지하며 대세돌로 자리매김하였다. 그 후 인피니트는 군무와 "내꺼하자"의 포인트인 각도기, 스파이더맨 안무가 무삭제본으로 담긴 안무 버전 뮤직비디오를 공개하였다.

## 수록곡
| #             | 제목                                     | 작사                     | 작곡                     | 편곡                     | 재생 시간 |
| ------------- | ---------------------------------------- | ------------------------ | ------------------------ | ------------------------ | --------- |
| 1.            | 〈OVER THE TOP〉                         |                          | 제이 윤                  | 제이 윤                  | 0:50      |
| 2.            | 〈내꺼하자〉                             | 송수윤                   | 한재호, 김승수           | 한재호, 김승수, 홍승현   | 3:24      |
| 3.            | 〈3분의 1〉                              | 송수윤                   | 한재호, 김승수           | 한재호, 김승수, 홍승현   | 3:22      |
| 4.            | 〈Tic Toc〉                              | 김이나                   | 제이 윤                  | 제이 윤                  | 3:31      |
| 5.            | 〈Julia〉                                | 송수윤                   | 한재호, 김승수           | 한재호, 김승수, 홍승현   | 3:29      |
| 6.            | 〈Because (Sungkyu Solo)〉               | JH                       | JH                       |                          | 3:51      |
| 7.            | 〈시간아 (Woohyun Solo)〉                | 제이 윤                  | 제이 윤                  | 제이 윤                  | 4:28      |
| 8.            | 〈Amazing〉                              | 송수윤                   | 이주형                   | 이주형                   | 3:25      |
| 9.            | 〈Crying (Infinite H) (Feat.Baby Soul)〉 | J-SUS, Pe2Ny, Musikacase | J-SUS, Pe2Ny, Musikacase | J-SUS, Pe2Ny, Musikacase | 4:04      |
| 10.           | 〈Real Story〉                           | 송수윤                   | 고남수, 한보람           | 고남수, 한보람           | 8:07      |
| 총 재생 시간: | 총 재생 시간:                            | 총 재생 시간:            | 총 재생 시간:            | 총 재생 시간:            | 34:12     |

### 리패키지
| #             | 제목                                     | 작사                     | 작곡                     | 편곡                        | 재생 시간 |
| ------------- | ---------------------------------------- | ------------------------ | ------------------------ | --------------------------- | --------- |
| 1.            | 〈OVER THE TOP〉                         |                          | 제이 윤                  | 제이 윤                     | 0:50      |
| 2.            | 〈내꺼하자〉                             | 송수윤                   | 한재호, 김승수           | 한재호, 김승수, 홍승현      | 3:24      |
| 3.            | 〈파라다이스 (Paradise)〉                | 송수윤                   | 한재호, 김승수, Yue      | 한재호, 김승수, Yue, 홍승현 | 3:35      |
| 4.            | 〈Cover Girl〉                           | 송수윤                   | 한재호, 김승수           | 한재호, 김승수, 홍승현      | 3:16      |
| 5.            | 〈3분의 1〉                              | 송수윤                   | 한재호, 김승수           | 한재호, 김승수, 홍승현      | 3:22      |
| 6.            | 〈Tic Toc〉                              | 김이나                   | 제이 윤                  | 제이 윤                     | 3:31      |
| 7.            | 〈Julia〉                                | 송수윤                   | 한재호, 김승수           | 한재호, 김승수, 홍승현      | 3:29      |
| 8.            | 〈Because (Sungkyu Solo)〉               | JH                       | JH                       |                             | 3:51      |
| 9.            | 〈시간아 (Woohyun Solo)〉                | 제이 윤                  | 제이 윤                  | 제이 윤                     | 4:28      |
| 10.           | 〈Amazing〉                              | 송수윤                   | 이주형                   | 이주형                      | 3:25      |
| 11.           | 〈Crying (Infinite H) (Feat.Baby Soul)〉 | J-SUS, Pe2Ny, Musikacase | J-SUS, Pe2Ny, Musikacase | J-SUS, Pe2Ny, Musikacase    | 4:04      |
| 12.           | 〈Real Story〉                           | 송수윤                   | 고남수, 한보람           | 고남수, 한보람              | 8:07      |
| 13.           | 〈내꺼하자 (Remix version)〉             | 송수윤                   | 한재호, 김승수           | 안준성                      | 3:22      |
| 14.           | 〈Hidden Track〉                         |                          |                          |                             | 2:29      |
| 총 재생 시간: | 총 재생 시간:                            | 총 재생 시간:            | 총 재생 시간:            | 총 재생 시간:               | 46:53     |

## 크레딧
- 레코딩 스튜디오
  - Sweetune Studio

- 뮤직비디오
  - 황수아

- 제작
  - 이중엽

- 프로듀서
  - 한재호, 김승수